# Dorobaea
Dorobaea es un género de plantas herbáceas perteneciente a la familia de las asteráceas. Comprende 4 especies descritas y de estas, solo 3 aceptadas.

## Taxonomía
El género fue descrito por Alexandre Henri Gabriel de Cassini y publicado en Dictionnaire des Sciences Naturelles [Second edition] 48: 447, 453. 1827. 	.	

## Algunas especies aceptadas
A continuación se brinda un listado de las especies del género Dorobaea aceptadas hasta julio de 2012, ordenadas alfabéticamente. Para cada una se indica el nombre binomial seguido del autor, abreviado según las convenciones y usos.
- Dorobaea callacallensis (Cuatrec.) B.Nord. & Pruski
- Dorobaea laciniata B.Nord. & Pruski
- Dorobaea pimpinellifolia (Kunth) B.Nord.